# Campeonato Europeo de Curling Masculino de 2022
El XLVIII Campeonato Europeo de Curling Masculino se celebró en Östersund (Suecia) entre el 19 y el 26 de noviembre de 2022 bajo la organización de la Federación Mundial de Curling (WCF) y la Federación  de Curling.
Las competiciones se realizaron en la Östersund Arena de la ciudad sueca.
Inicialmente, el campeonato iba a realizarse en la ciudad de Perm (Rusia), pero debido a la invasión rusa de Ucrania, WCF decidió cambiar la sede.
Los deportistas de Rusia y Bielorrusia fueron excluidos de este campeonato debido a la invasión rusa de Ucrania.

## Tabla de posiciones
| Pos | Equipo          | G | P | G–P |
| --- | --------------- | - | - | --- |
| 1   | Suiza           | 8 | 1 | 1–1 |
| 2   | Escocia         | 8 | 1 | 1–1 |
| 3   | Italia          | 8 | 1 | 1–1 |
| 4   | Suecia          | 6 | 3 | –   |
| 5   | Noruega         | 4 | 5 | 1–0 |
| 6   | Turquía         | 4 | 5 | 0–1 |
| 7   | República Checa | 3 | 6 | 1–0 |
| 8   | Alemania        | 3 | 6 | 0–1 |
| 9   | España          | 1 | 8 | –   |
| 10  | Dinamarca       | 0 | 9 | –   |

## Cuadro final
|  | Semifinales          | Semifinales          |   |        | Final           | Final           |  |
|  | 24 y 25 de noviembre | 24 y 25 de noviembre |   |        | 26 de noviembre | 26 de noviembre |  |
|  |                      |                      |   |        |                 |                 |  |
|  |                      |                      |   |        |                 |                 |  |
|  | Suiza                | 6                    |   |        |                 |                 |  |
|  | Suecia               | 3                    |   |        |                 |                 |  |
|  |                      |                      |   |        |                 |                 |  |
|  |                      |                      |   |        |                 |                 |  |
|  |                      |                      |   |        | Suiza           | 4               |  |
|  |                      | Escocia              | 5 |        |                 |                 |  |
|  |                      |                      |   |        |                 |                 |  |
|  |                      |                      |   |        |                 |                 |  |
|  |                      |                      |   |        | Tercer lugar    |                 |  |
|  |                      |                      |   |        |                 |                 |  |
|  | Italia               | 4                    |   | Suecia | 7               |                 |  |
|  | Escocia              | 7                    |   |        | Italia          | 10              |  |

## Medallistas
| Evento | Oro                                                                        | Plata                                                                     | Bronce                                                                                         |
| ------ | -------------------------------------------------------------------------- | ------------------------------------------------------------------------- | ---------------------------------------------------------------------------------------------- |
| Equipo | Escocia Bruce Mouat Grant Hardie Robert Lammie Hammy McMillan Kyle Waddell | Suiza · Benoît Schwarz · Yannick Schwaller · Sven Michel · Pablo Lachat · | Italia · Joël Retornaz · Amos Mosaner · Sebastiano Arman · Mattia Giovanella · Alberto Pimpini |